# 芦原义信
芦原义信（1918年7月7日—2003年9月24日）是一位日本建筑师。

## 生平
芦原义信出生于东京，1942年毕业于日本东京大学建筑系，1953年毕业于美国哈佛大学研究生院，师从著名的现代主义建筑师马塞尔·布劳耶。1956年创办了芦原建筑设计研究所（Ashihara Architect & Associates）。曾任日本法政大学（1955～59）、武藏野美术大学（1959～65）教授。1961年获得东京大学博士学位，后来成为东京大学的名誉教授。曾任日本建筑家协会名誉主席（1980～82）和日本建筑学会会长（1985～86）。曾获瑞宝章和文化勋章。其长子芦原太郎同样也是一位建筑师。
芦原义信设计的主要建筑作品包括索尼大厦、驹泽体育馆、国立历史民俗博物馆、东京艺术剧场等。著有《街道的美学》、《外部空间设计》、《隐藏的秩序—东京走过二十世纪》等。
芦原义信在《外部空间设计》中探讨了建筑高度（H）与临幢间距（D）的关系，认为以D/H=1为空间质的转折点，当比值增大会造成远离感，而比值减小会造成压迫感；而当D/H=1时，建筑高度与间距之间有某种匀称存在。

## 代表作品

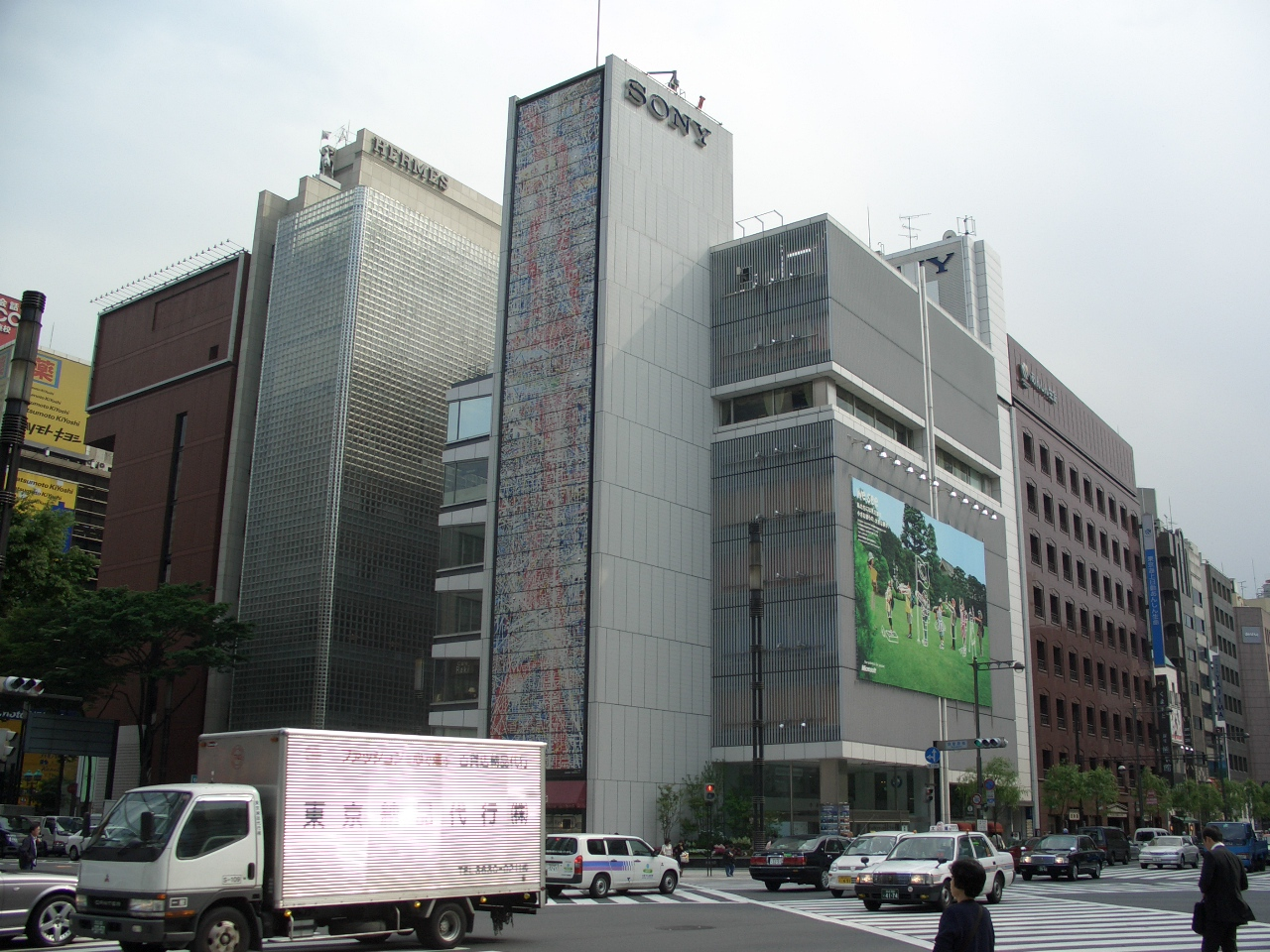
索尼大厦
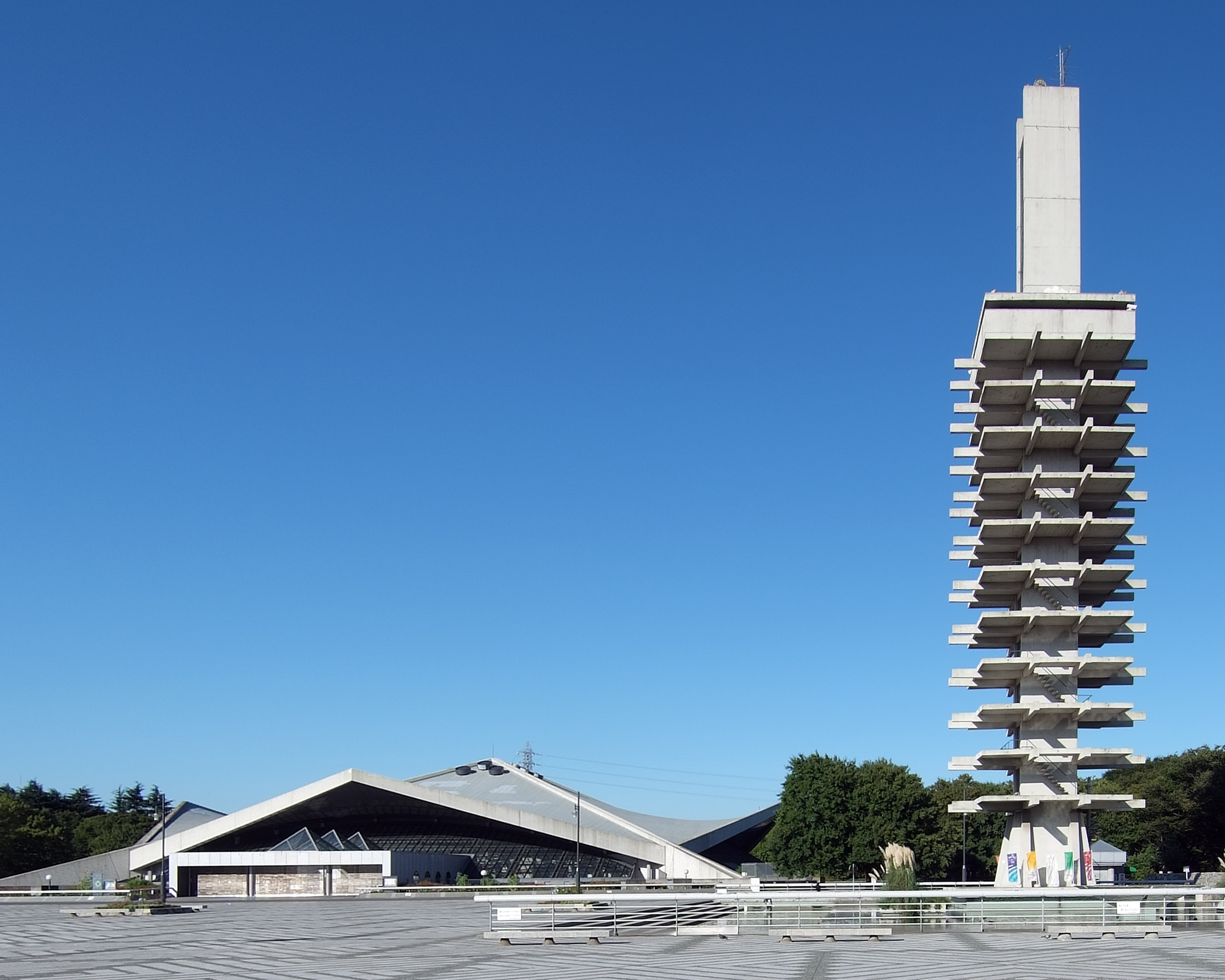
驹泽体育馆
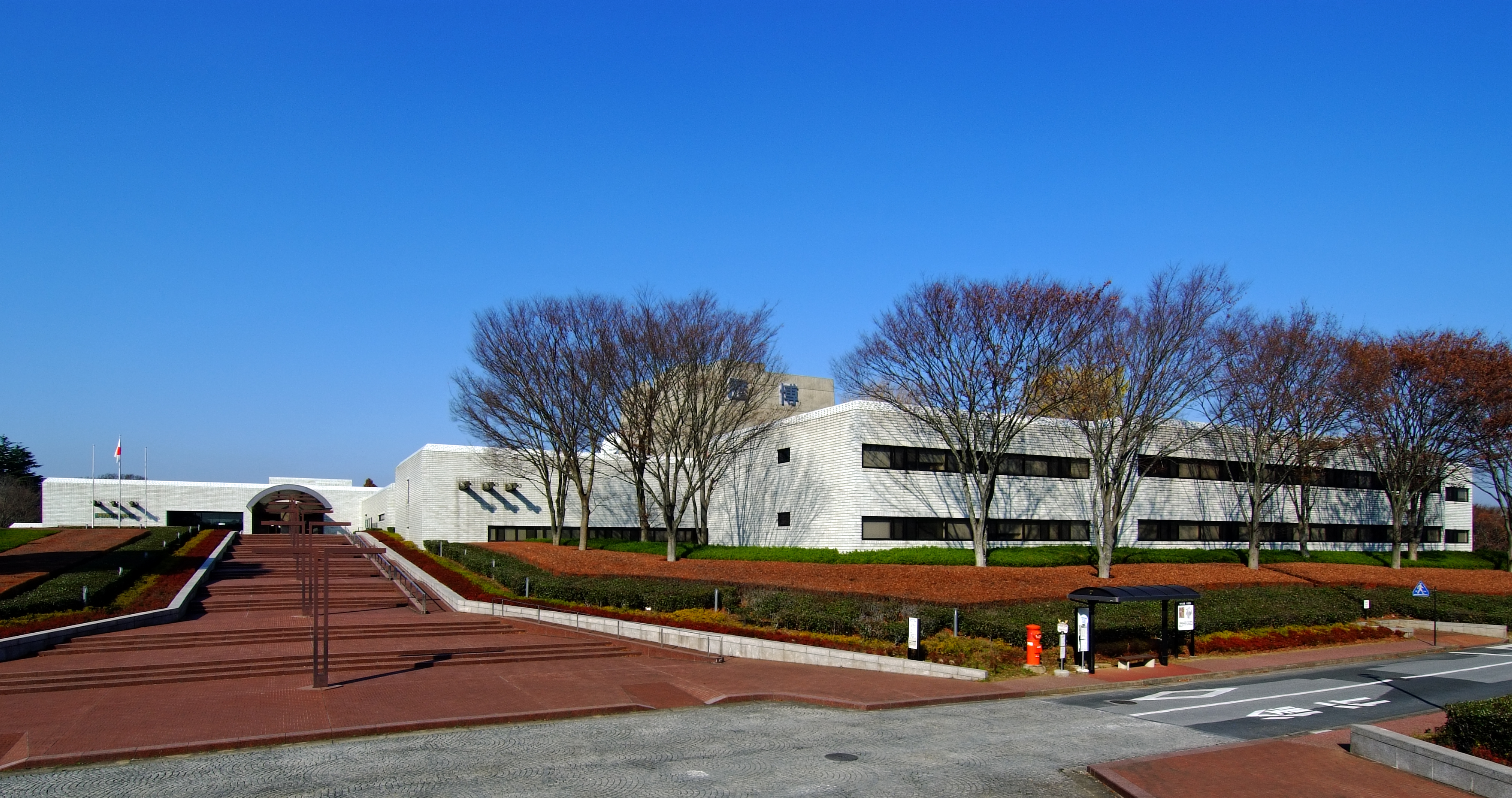
国立历史民俗博物馆
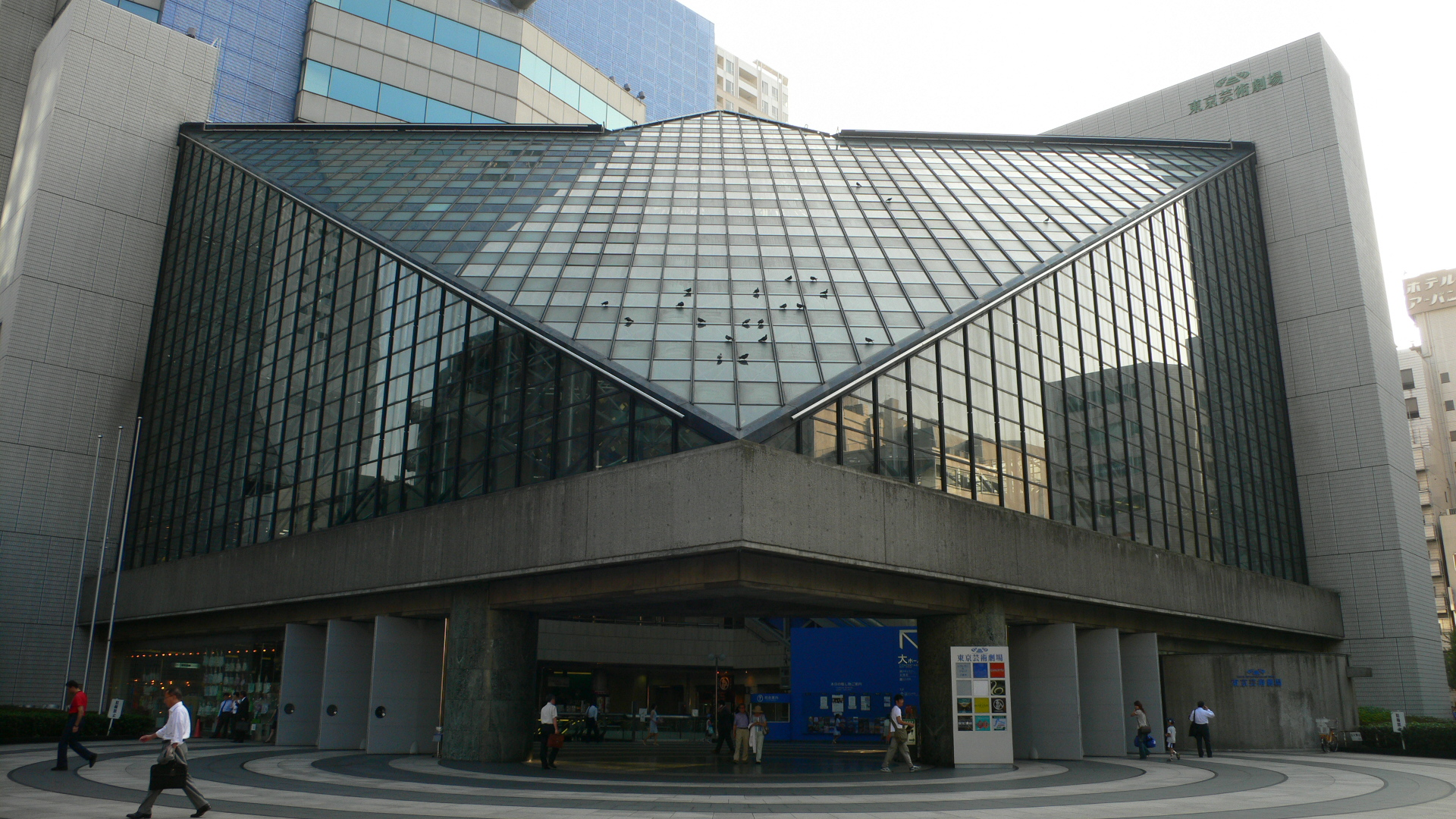
东京艺术剧场